# Antipalus
Antipalus är ett släkte av tvåvingar. Antipalus ingår i familjen rovflugor.
Släktet innehåller bara arten Antipalus varipes.

## Bildgalleri

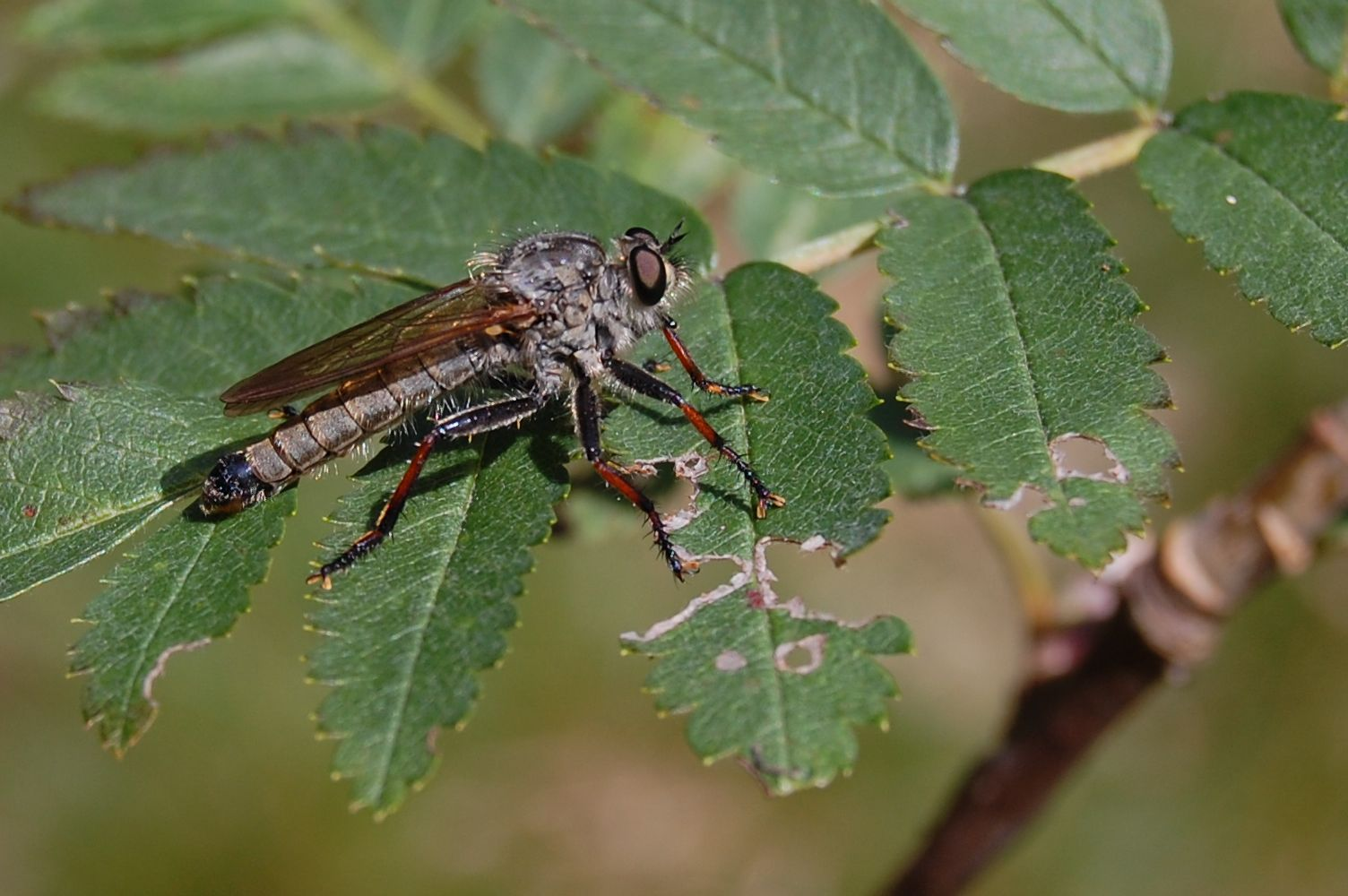
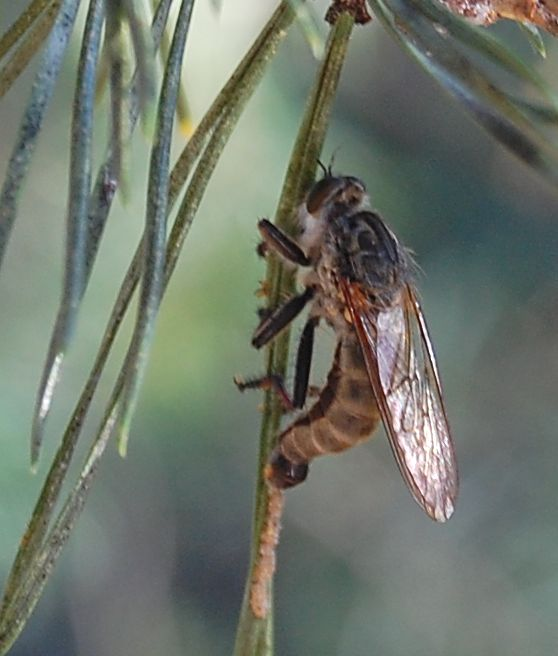
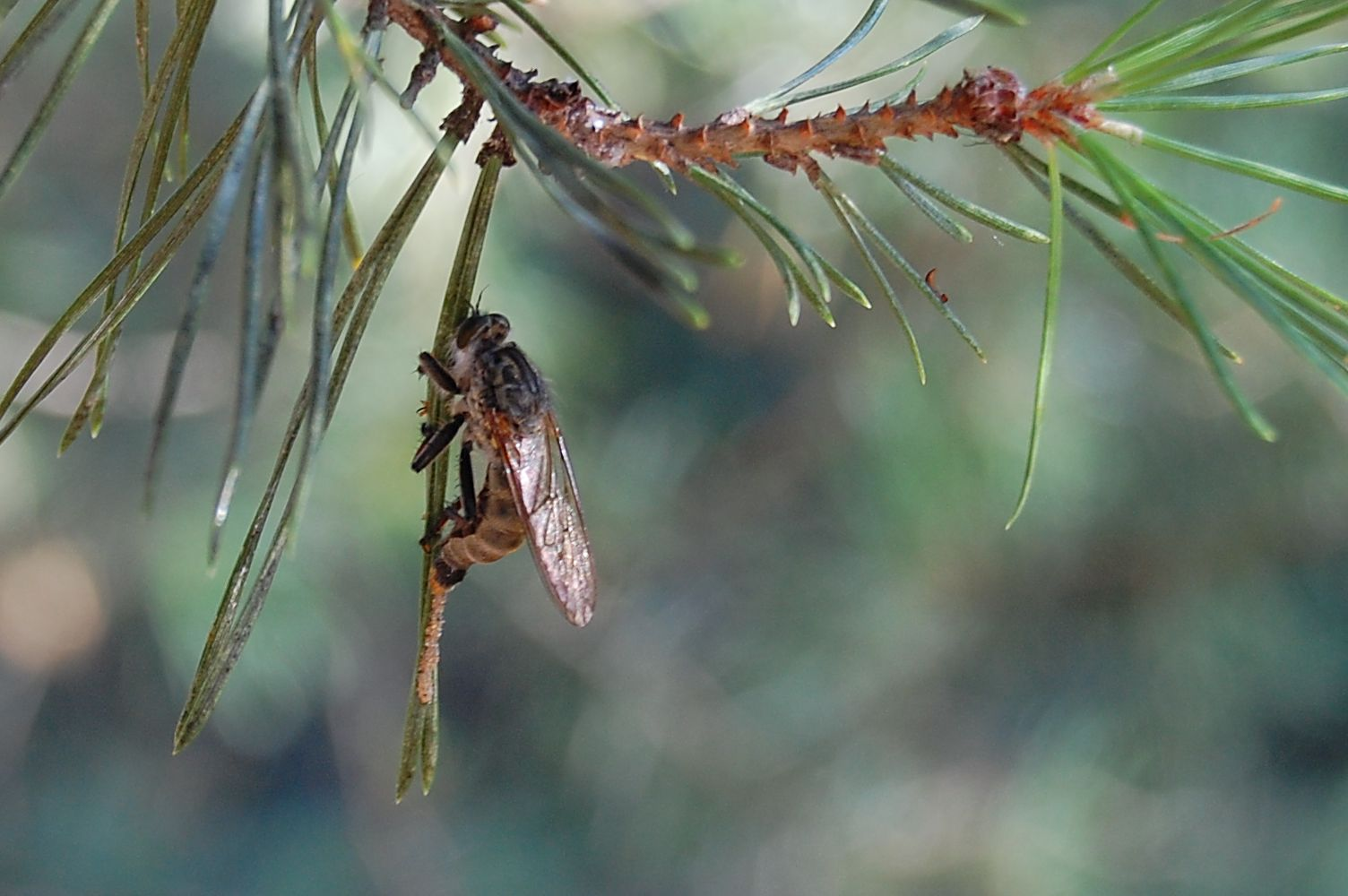
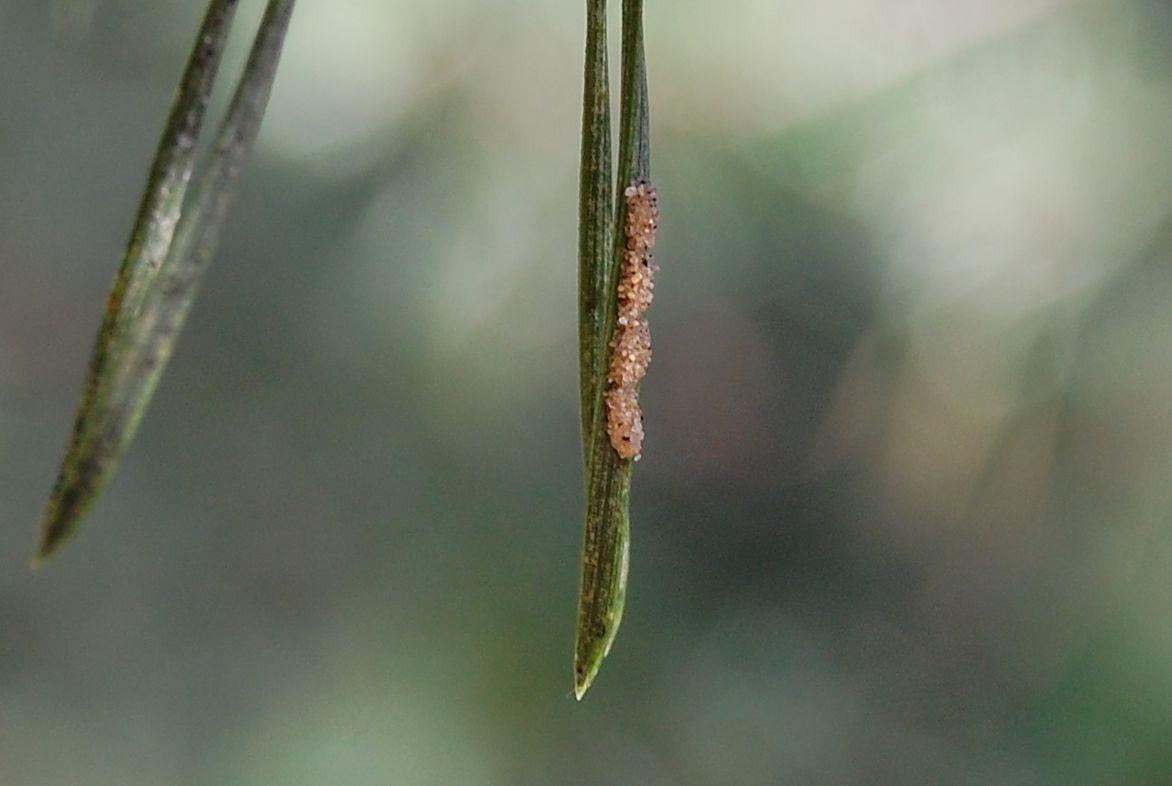